# Birkby (Kumbria)
Birkby – osada w Anglii, w Kumbrii. W 1870-72 wieś liczyła 87 mieszkańców.